# Orlando (Florida)
Orlando is een stad in de Verenigde Staten van Amerika, gelegen in de staat Florida. Het is de hoofdplaats van de Orange County. Er wonen 255.483 (2013) mensen binnen de stadsgrenzen, waar de gehele agglomeratie 2.267.846 (2010) bewoners telt. Het is de derde stad van Florida.

## Demografie
Van de bevolking is 11,3 % ouder dan 65 jaar en bestaat voor 35 % uit eenpersoonshuishoudens. De werkloosheid bedraagt 2,7 % (cijfers volkstelling 2000).
Het aantal inwoners steeg van 163.435 in 1990 naar 185.951 in 2000.

## Economie
In Orlando en in de omgeving van de stad zijn enkele van de grootste toeristische bestemmingen in de wereld, waaronder:
- SeaWorld Orlando
- Universal Orlando
- Walt Disney World Resort

## Instellingen
- Het Space and Science Research Center
- Het Orange County Convention Center, het op een na grootste congrescentrum van de Verenigde Staten

## Klimaat
In januari is de gemiddelde temperatuur 15,4 °C, in juli is dat 27,9 °C. Jaarlijks valt er gemiddeld 1222,0 mm neerslag (gegevens op basis van de meetperiode 1961-1990).

## Cultuur
De boyband Backstreet Boys komt uit Orlando en is in 1993 opgericht. Een populaire uitgangsbuurt is I-Drive 360.

## Sport
Orlando heeft één sportclub die uitkomt in een van de vier grootste Amerikaanse profsporten. Het gaat om:
- Orlando Magic (basketbal)

Daarnaast speelt voetbalclub Orlando City SC in de Major League Soccer.
Orlando was met het stadion Citrus Bowl speelstad bij het WK voetbal van 1994. Nederland en België speelden er respectievelijk 3 en 2 wedstrijden, waaronder de wedstrijd tegen elkaar.

## Zustersteden
- Valladolid, Spanje

## Bekende inwoners van Orlando

### Geboren
- Edgar Warren Williams (1949), componist
- Stan Bush (1953), zanger, gitarist en songwriter
- Wesley Snipes (1962), acteur
- Traylor Howard (1966), actrice
- Jonathan Jackson (1982), acteur
- David Oliver (1982), atleet
- Jamaal Torrance (1983), atleet
- Courtnee Draper (1985), actrice, zangeres, advocate, stemactrice
- Josh Segarra (1986), acteur
- Jeremy Pope (1992), acteur
- Marvin Bracy (1993), atleet
- Jack Griffo (1996), acteur, zanger
- Kathryn Newton (1997), actrice
- Talia Castellano (1999-2013), youtuber
- Emma Myers (2002), actrice